# Calle de Ferraz
La calle de Ferraz es una calle ubicada como un eje en el barrio de Argüelles en Madrid. Su trayecto va desde la plaza de España (denominada en su momento Plaza de San Marcial) hasta la intersección con el paseo de Moret. Corre paralela al paseo del Pintor Rosales. El nombre actual de la calle, que data de 1865, se debe al militar aragonés Valentín Ferraz que fue alcalde de Madrid en el año 1855.

## Historia

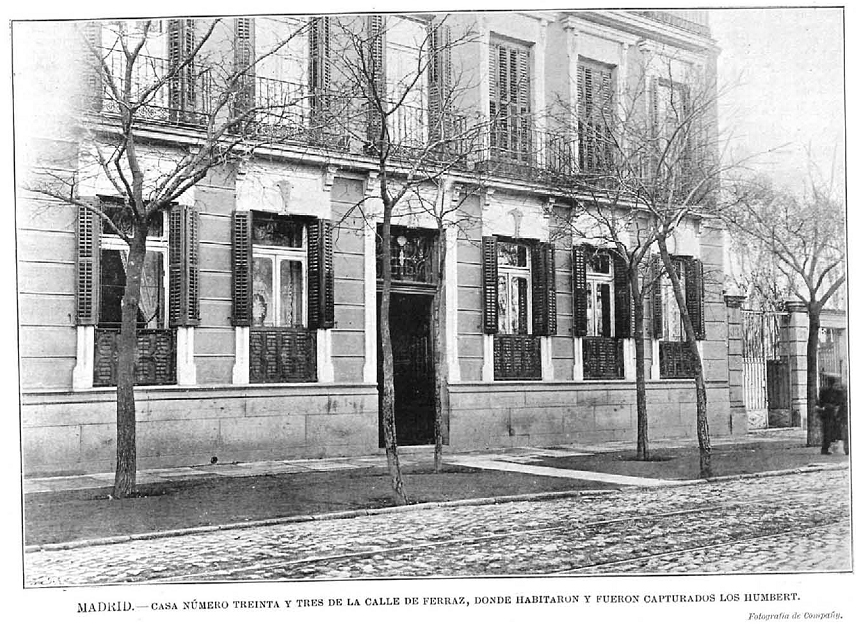
Calle de Ferraz en 1902, fotografiada por Compañy.

La calle surge en 1856 cuando se derriban las vallas de la montaña de Príncipe Pío se prolonga hasta el parque del Oeste. Inicialmente se denomina calle de San Marcial y finalmente se cambia en honor del que era alcalde de Madrid: Valentín Ferraz. La calle sufrió una fuerte devastación por coincidir en la defensa de Madrid con el frente de la Ciudad Universitaria. Ya en el periodo de posguerra, el Opus Dei abrió una residencia de estudiantes. En 1979, el Partido Socialista Obrero Español (PSOE) adquirió y remodeló el edificio del número 70, donde instaló su sede central desde el 9 de diciembre de 1982.
Entre los vecinos ilustres pueden recordarse: la poetisa Gertrudis Gómez de Avellaneda (que vivió y murió en su caso en el nº 2), el escultor Eduardo Barrón, el poeta Carlos Miranda, el fotógrafo Juan Gyenes y el industrial Eduardo Barreiros y su familia. El compositor italiano Giacomo Puccini cuando en 1892 viajó a Madrid para dirigir su ópera Edgar en el Teatro Real, se instaló el nº 7, que luego albergó el Instituto Llorente, especializado en sueroterapia, edificio ya desaparecido. En el número 25 tuvo su primera sede la Fábrica Gal de jabones. En el nº 79 vivió hasta su muerte el que fuera alcalde de Madrid, Enrique Tierno Galván, y antes en 1925 falleció en el nº 70 Pablo Iglesias.